# 支柱
| ウィキペディアには「支柱」という見出しの百科事典記事はありません（タイトルに「支柱」を含むページの一覧/「支柱」で始まるページの一覧）。 代わりにウィクショナリーのページ「支柱」が役に立つかもしれません。 |